# Kontrabassklarinette

Kontrabassklarinetten von Benedikt Eppelsheim (2006) und Leblanc (1943)

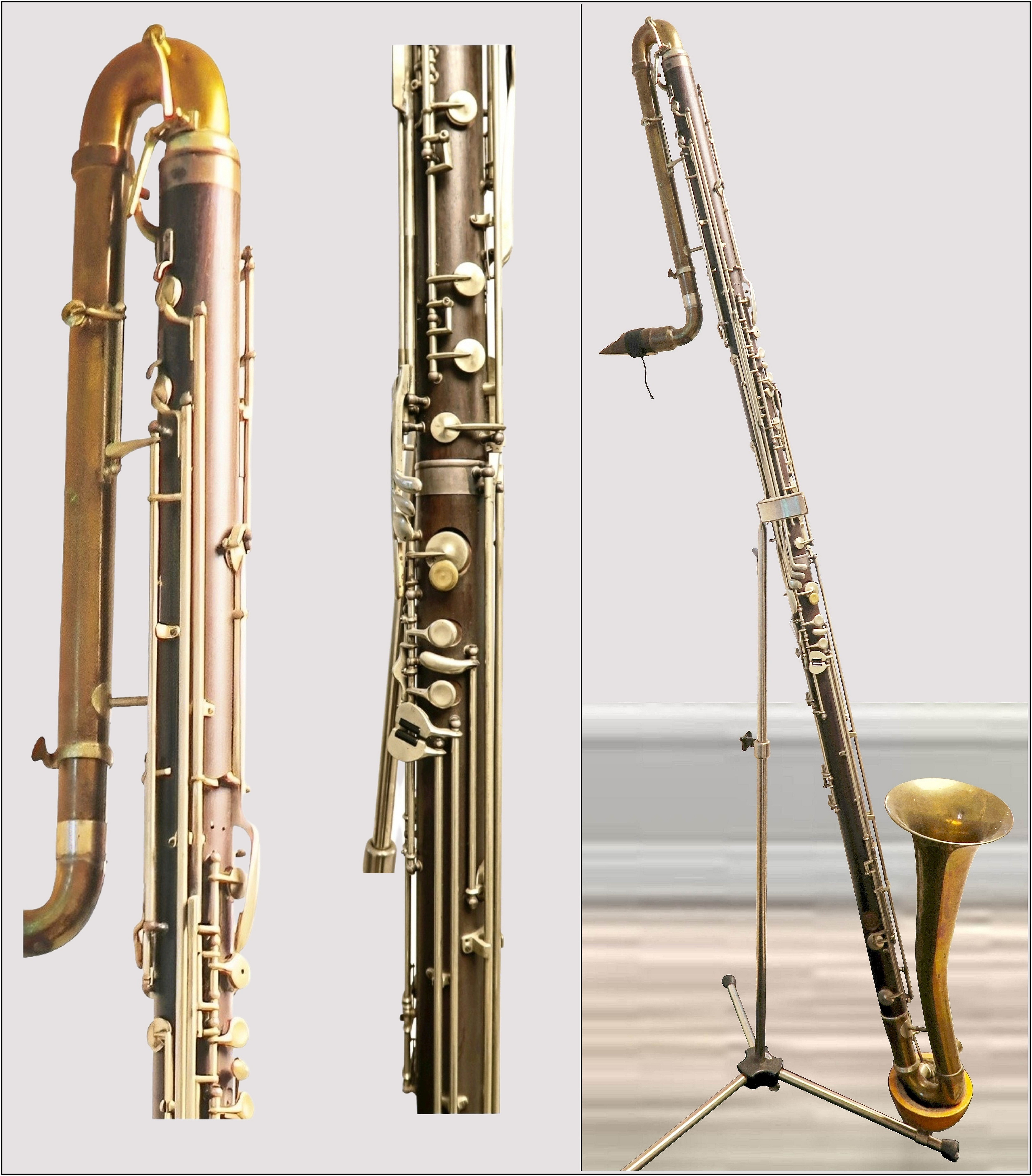
Kontrabassklarinette von Fritz Wurlitzer

Die Kontrabassklarinette ist das größte Mitglied der Klarinettenfamilie, sieht man einmal von den extrem seltenen Subkontra-Instrumenten ab. Kontrabassklarinetten sind in der Regel in B gestimmt und gehören damit zu den transponierenden Instrumenten.
Die Kontrabassklarinette klingt zwei Oktaven tiefer als die normale Klarinette (Sopranklarinette) in B und eine Oktave tiefer als die Bassklarinette in B. Einige Kontrabassklarinettenmodelle haben einen Tonumfang, der nach unten bis zum (geschriebenen) tiefen Es (klingend Kontra-Cis bzw. Cis 1) reicht, während andere bis zum tiefen D (Kontra-C bzw. C 1) oder weiter zum tiefen C (klingend Subkontra-B bzw. B 0) spielen können. Einige frühe Instrumente waren in C gestimmt. In Arnold Schönbergs Fünf Orchesterstücke ist eine Kontrabassklarinette in A angegeben, aber es gibt keine Beweise dafür, dass ein solches Instrument jemals existiert hat.
Subkontrabassklarinetten (auch Oktokontrabassklarinetten genannt) in B, die noch eine Oktave tiefer als die Kontrabassklarinette liegen, wurden bis Anfang 2025 nur versuchsweise gebaut. Im April 2025 stellte die Firma Foag Klarinettenbau eine komplette Neuentwicklung vor. Das Instrument ist kein Prototyp und wird jeweils im Kundenauftrag hergestellt, Näheres siehe unten.

## Geschichte

### Kontrabassklarinette
Die früheste bekannte Kontrabassklarinette war die contre-basse guerrière, die 1808 von einem Goldschmied namens Dumas aus Sommières erfunden wurde. Ihre Verwendung in Militärkapellen in Frankreich wurde 1811 in der Académie des Beaux-arts aus ästhetischen Gründen diskutiert, als Reaktion auf die Einführung des Kontrabasses an der Opéra 1732 durch Montéclair und der Posaune 1773 durch François-Joseph Gossec. Es kam allerdings nicht zu einem entsprechenden Einsatz.
1829 stellte Johann Heinrich Gottlieb Streitwolf, ein Instrumentenbauer in Göttingen, ein in F gestimmtes Instrument in der Form und Griffweise eines Bassetthorns vor, das man als Kontrabassetthorn bezeichnen könnte, da es eine Oktave tiefer spielte.
1833 wurde Henri Brod, ein französischer Geigenbauer, der für seine Verbesserungen der Oboe, des Englischhorns und der Baritonoboe bekannt war, von François-Joseph Fétis als Hersteller einer Kontrabassklarinette identifiziert.
In dem Bestreben, einen Kontrabass für die Rohrblattinstrumente zu erhalten, entwickelten Wilhelm Wieprecht, der Generaldirektor aller preußischen Militärkapellen, und E. Skorra, der Berliner Hofinstrumentenfabrikant, 1839 eine Kontrabassklarinette, die sie Batyphon nannten. Es wurde in einer doppelt so großen Mensur wie die Klarinette in C gebaut, wobei die Unterteilungen der chromatische Tonleiter nach akustischen Prinzipien angeordnet wurden. Um die Löcher, die zu weit auseinander lagen, um von den Fingern abgedeckt werden zu können, bequem zu schließen, wurden Kurbel- oder Drehklappen verwendet. Das Instrument war aus Ahornholz gebaut, hatte ein Klarinettenmundstück von geeigneter Größe, das durch einen zylindrischen Messingbogen mit dem oberen Teil des Rohres verbunden war, und einen Schallbecher aus Messing. Die Tonhöhe lag zwei Oktaven unter der Klarinette in C, der Tonumfang war derselbe. Der Ton war angenehm und voll, aber nicht kräftig genug für das Kontrabassregister in einer Militärkapelle. In der Praxis erwies sich das Instrument als wenig brauchbar und wurde von der Basstuba abgelöst. Ein Batyphon war Teil der Snoeck-Sammlung, die für die Berliner Sammlung alter Musikinstrumente an der Hochschule für Musik erworben wurde.
Adolphe Sax besaß in seiner Instrumentensammlung eine Kopie des Batyphons. In der Absicht, den Streicherkontrabass des Symphonieorchesters in Blasorchestern zu ersetzen, entwickelte er 1851 sein clarinette-bourdon, eine Kontrabassklarinette in Es. Sie wurde zwar patentiert, kam aber nicht auf den Markt.
In den 1885er Jahren stellten Evette und Schaeffer eine Bassklarinette her, die „eine Oktave tiefer als die Bassklarinette klang. Was diese neue Klarinette auszeichnet, ist nicht nur die Rundheit, die Genauigkeit und die Schönheit der Töne (die nicht von unangenehmen Vibrationen oder Geräuschen begleitet werden, wie bei einigen ähnlichen Instrumenten), sondern auch die Leichtigkeit der Oktavierung bzw. Quintuosität und vor allem die Erhaltung der besonderen Klangfarbe der Klarinette, die dieses neue Individuum zu einem Mitglied der Familie macht. Die Bassklarinette von Evette und Schaeffer ist aus Metall mit einer großen Bohrung (etwa 4 Zentimeter) und kostet 650 Franken.“
Im Jahr 1889 begann der Blechblasinstrumentenhersteller Fontaine-Besson mit der Produktion einer neuen Pedal-Klarinette, wie die Kontrabassklarinette gelegentlich auch genannt wird (siehe 3. Instrument auf der Abbildung), und zwar auf Basis des Albert-Systems. Sie besteht aus einem 3 Meter langen Rohr, in dem zylindrische und konische Bohrungen kombiniert sind. Das Rohr ist zweimal auf sich selbst gedoppelt. Auf dem Rohr befinden sich 13 Klappen und 2 Ringe und die Griffweise ist die gleiche wie bei der B-Klarinette, mit Ausnahme der acht höchsten Halbtöne. Der Ton ist reich und voll, mit Ausnahme der tiefsten Töne, die unvermeidlich ein wenig rau sind, aber viel klangvoller als die entsprechenden Töne auf einem Kontrafagott. Das obere Register ähnelt dem Chalumeau-Register der B-Klarinette, es ist schilfartig und süß. Das Instrument fand weitgehende Anerkennung. Saint-Saëns bezeichnete es als die „Erfüllung eines Traumes“. Nach einer Vorführung in London wurde dieses nun pedal clarinet genannte Instrument auch von mehreren britischen Militärorchestern übernommen. Vincent d’Indys Oper Fervaal gilt als erste klassische Orchesterwerk, in dem die Kontrabassklarinette Verwendung fand. Kurz darauf wurde sie auch von Antonín Dvořák in seiner Oper Die Teufelskäthe verwendet.
Um 1920 wurde in den Orchestern das Modell Fontaine-Besson durch ein von Buffet-Crampon entwickeltes kompaktes Metallmodell, basierend auf dem System Böhm, abgelöst. Die Produktion dieses Instruments kam im 2. Weltkrieg zum Erliegen. Buffet-Crampon hat seitdem keine Kontrabassklarinette mehr im Programm (wohl aber eine Kontraaltklarinette).
Von 1950 bis 1983 produzierte der Hersteller Georges Leblanc Paris mehrere Varianten eines vom Akustiker Charles Houvenaghel schon in den 1930er Jahren entworfenen Metallmodells der Kontrabassklarinette (Modell 340 versilbert oder vernickelt) in B-Posaunenform (genannt Büroklammer bzw. Paperclip, siehe das 2. Instrument auf der Abbildung), die bis tief C reichte und zwei automatische Registerklappen hatte, für das modernste Modell sogar eine dritte manuelle, die das hohe Register auf fünfeinhalb Oktaven erweiterte. Die Posaunenform erinnert an das Kontrafagott und macht das Instrument leichter transportierbar als das traditionelle gerade, nicht zerlegte Modell, das dadurch seine Verbreitung behinderte. Dieses Instrument war nach dem Zweiten Weltkrieg in den Vereinigten Staaten an Universitäten und High Schools weit verbreitet und wird auch heute noch von professionellen Musikern verwendet.
Auch andere Klarinettenhersteller haben Kontrabassklarinetten entwickelt, zumeist gestreckte Modelle.
Dazu gehören:
- Henri Selmer Paris: Modell 9 (1960?) und Modell 28 in Rio-Palisander bis tief C, 18 Klappen, 7 Platten, Bohrungsdurchmesser: 33,9 mm
- Georges Leblanc Paris: Modell 342 (von 1964 bis 1983) aus Metall, bis tief Es reichend
- Der italienische Hersteller Orsi stellte in den 1960er Jahren eine B-Kontrabassklarinette aus Metall her, bis tief D reichend.
- Leblanc USA: Modell L7182 in Reso-Tone Material, bis tief Es, Bohrungsdurchmesser: 1,182″ (30,02 mm), entworfen von Charles Houvenaghel
- Ripamonti, italienischer Hersteller:
  - Modell 323 aus Palisanderholz, bis tief C
  - Modell 123-1m aus Metall im Büroklammer-Stil, hergestellt von der chinesischen Firma Jinbao
- Fritz Wurlitzer, Kontrabassklarinette deutsches System (Prototyp), um 1975
- Der Münchner Klarinettenbauer Benedikt Eppelsheim entwickelte 2006 ein Kontrabassklarinettenmodell in Form des Baritonsaxophons (siehe das 1. Instrument auf der Abbildung) mit einer dreifachen automatischen Registerklappe mit zwei Bohrungsvarianten: 32 mm (lockerer Klang) und 36 mm (vollerer Klang). Es hat die 4 Trillertasten auf der rechten Hand. Seine Gesamthöhe ist relativ gering (1,19 m) im Vergleich zu den geraden Modellen.

### Subkontrabassklarinette

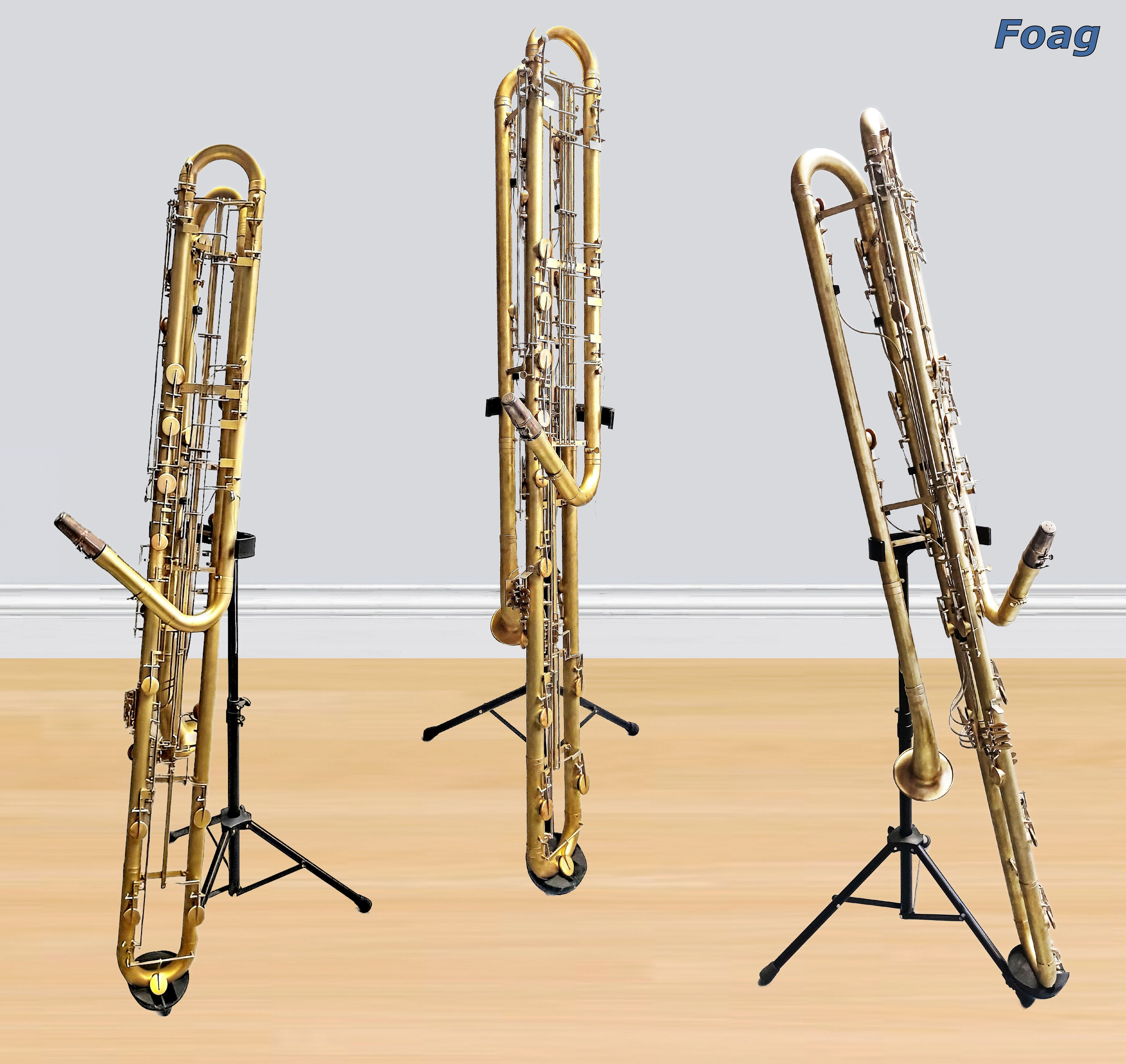
Octokontrabassklarinette Foag 2025 in 3 Ansichten

Die Subkontrabassklarinette (auch Okto-Kontra-Bassklarinette genannt) ist die größte, längste und am tiefsten spielende Klarinette. Sie ist eine Oktave unter der Kontrabassklarinette gestimmt, also drei Oktaven tiefer als die Standard-B-Sopranklarinette.
Sub-Kontra-Instrumente, also Kontrabassklarinetten und Kontraaltklarinetten, wurden von der G. Leblanc Corporation gebaut. Von jedem Instrument existiert nur ein Exemplar in einem Museum in La Couture-Boussey, Frankreich, wo Leblanc gegründet wurde.
Mindestens drei Musikstücke wurden vom norwegischen Komponisten Terje Lerstad speziell für die Subkontrabassklarinette geschrieben (Trisonata, Op. 28; De Profundis, Op. 139; und Mirrors in Ebony für Klarinettenchor, Op. 144). Es sind keine Aufnahmen der Stücke bekannt.
Im April 2025 stellte Foag Klarinettenbau nach fünfjähriger Entwicklungsdauer eine neue Oktokontrabassklarinette vor, wie die Leblanc im Böhm-System, aber zwei Halbtöne tiefer gehend als bei Leblanc, notiert bis tief C statt D, klingend Subsubkontra B (Bb-1 in der amerikanischen Notation). Sie hat einen Tonumfang von fast fünf Oktaven und ist, abgesehen von sehr langen Alphörnern, das größte und teuerste Blasinstrument.

### Entwicklung

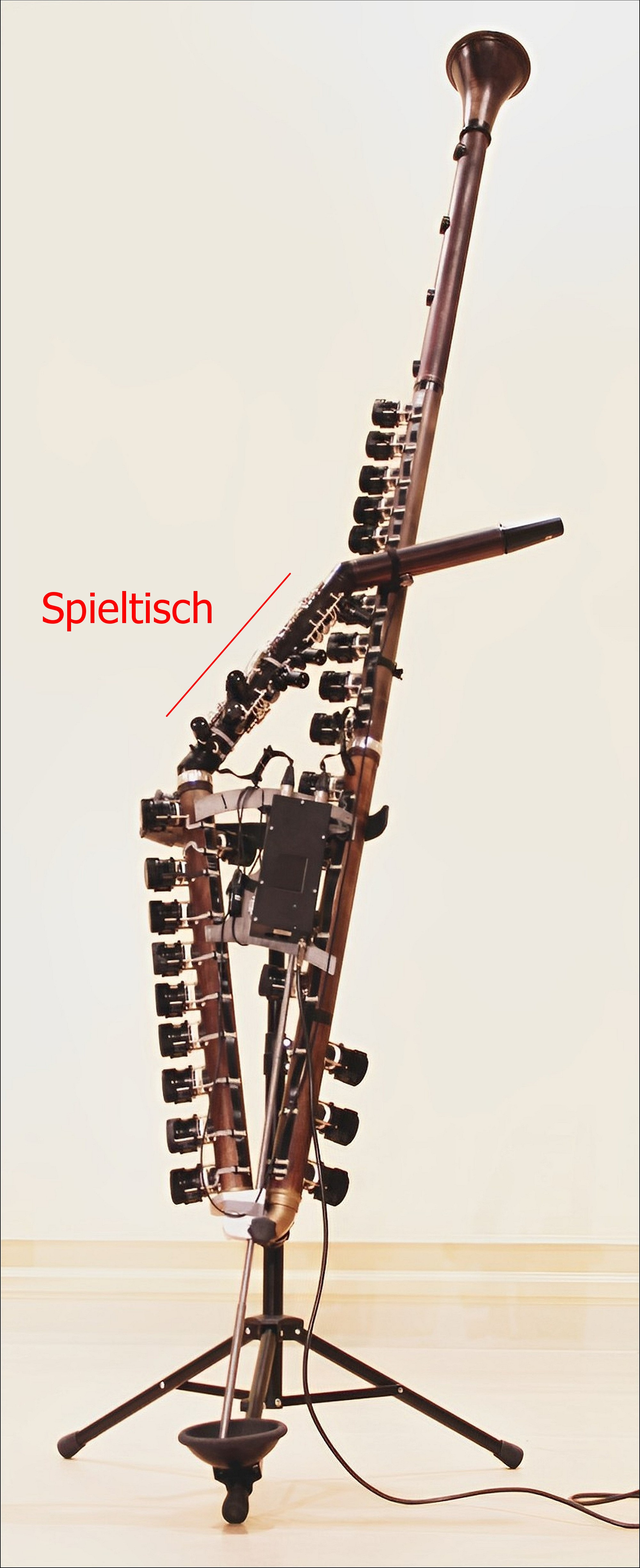
Contrabass Clarinet Extended

Ein Forschungsteam unter der Leitung von Ernesto Molinari (Professor an der Hochschule der Künste Bern), Jochen Seggelke (Klarinettenbauer) und Daniel Debrunner (Mechatroniker) hat seit 2013 verschiedene Prototypen einer neuen Kontrabassklarinette mit dem Namen CLEX (Contrabass Clarinet Extended) als mechatronische Lösung entwickelt. Die motorisierten Klappen werden von den Fingern des Musikers über mit elektronischen Sensoren ausgestattete Tasten ferngesteuert. Diese Art von Instrument eröffnet Instrumentalisten und Komponisten neue musikalische Perspektiven. Die Positionierung der Löcher auf dem Klarinettenkörper ist völlig frei von traditionellen mechanischen Zwängen.
Im Juni 2016 stellte Molinari den ersten von drei funktionsfähigen Prototypen bei zwei Konzertveranstaltungen vor.

## Hersteller
USA: Conn-Selmer hat unter seinen Marken Henri Selmer Paris bzw. Leblanc je ein Modell im Programm.
- Kontrabass: Selmer Paris 41, bis tief C, Korpus aus Rosenholz in gestreckter Form, abgebildet oben in der Infobox; Leblanc L7182, bis tief Es, Korpus aus ABS.

Deutschland:
- Benedikt Eppelsheim produziert nach wie vor die schon vorgestellte Kontrabassklarinette aus Metall mit französischem Griffsystem.
- Seggelke Klarinetten bietet auf besonderen Wunsch Kontrabassklarinetten mit deutschem und mit französischem System aus verschiedenen Holzarten an. Bisher (September 2021) wurde aber noch keine Klarinette dieser Art produziert und verkauft, siehe aber Clarinet Extended.
- Fritz Wurlitzer stellte Mitte der 1970er Jahre einen Prototyp deutschen Systems vor.

Italien: Ripa Musical Instruments vertreibt eine Kontrabassklarinette aus Metall in Paperclip-Form.
China:
- Tianjin Frater Musical Instrument Co. stellt eine Kontrabassklarinette aus Metall in Paperclip-Form her.

## Interpreten

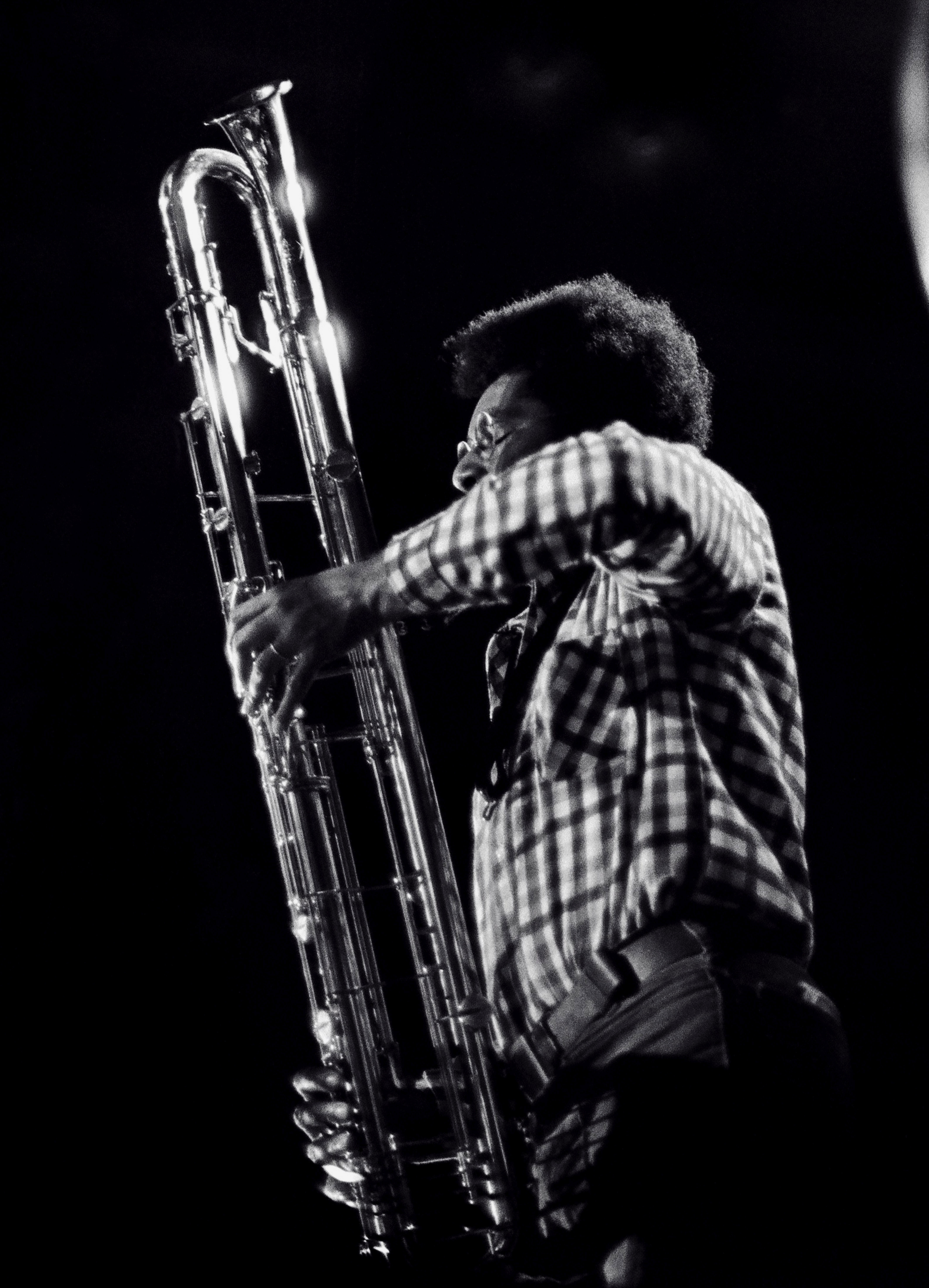
Anthony Braxton spielt eine Leblanc Paperclip-Kontrabassklarinette in Rochester, NY. 1976

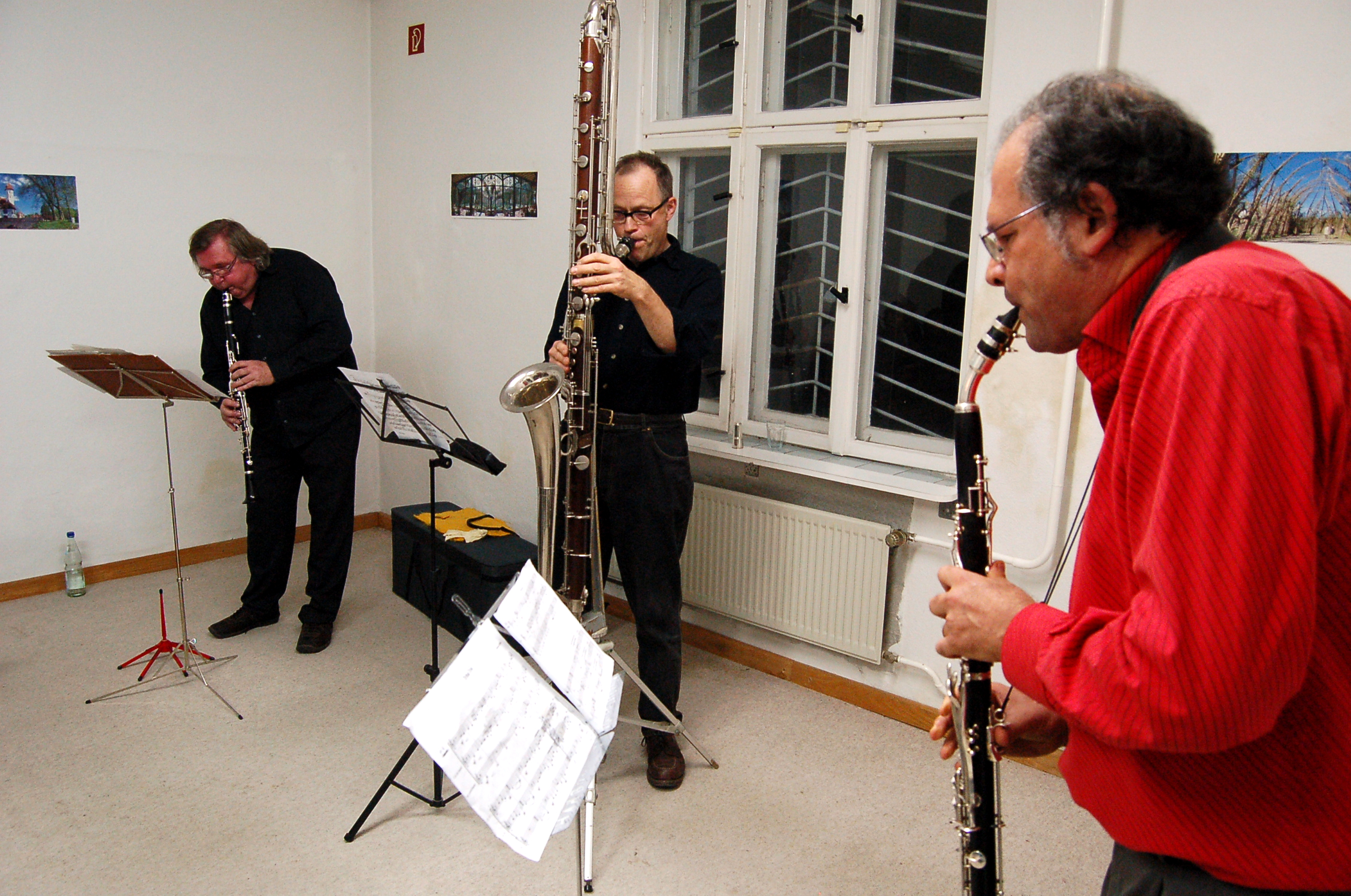
Verschiedene Instrumente der Klarinettenfamilie gespielt vom Tribal Clarinet Trio: links Tief-G-Klarinette (Theo Jörgensmann), mittig Kontrabassklarinette (Ernst Ulrich Deuker), rechts Bassetthorn (Etienne Rolin)

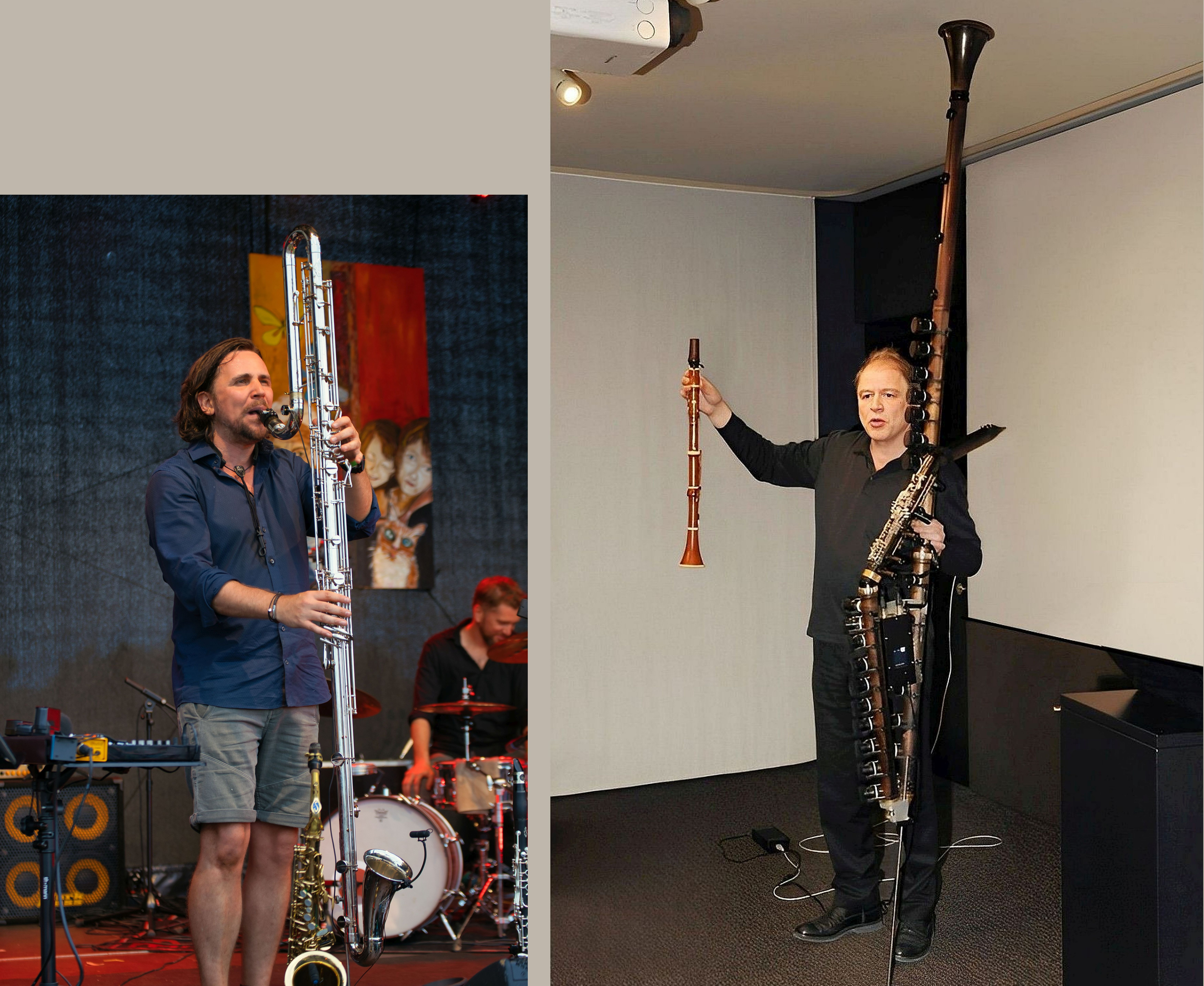
Christoph Pepe Auer mit seiner konventionellen Kontrabassklarinette aus Metall, Fabrikat: George Leblanc – Ernesto Molinari mit B-Klarinette und Contrabass Clarinet Extended (CLEX) im Größenvergleich

Der wohl bekannteste Musiker, der die Kontrabassklarinette als Soloinstrument maßgeblich eingesetzt hat, ist Anthony Braxton. Weitere Interpreten (die das Instrument meist in den Genres Jazz und frei improvisierte Musik einsetzen) sind James Carter, Brian Landrus, Douglas Ewart, Vinny Golia, Mwata Bowden, Ernst Ulrich Deuker, Paolo Ravaglia, Hamiet Bluiett, Edward „Kidd“ Jordan und Jason Alder. Leroi Moore von der Dave Matthews Band spielte eine Kontrabassklarinette auf dem Song „So Right“ vom 2001er Album Everyday und John Linnell von They Might Be Giants verwendet die Kontrabassklarinette auf ihrem 2013er Album Nanobots sowie auf nachfolgenden Veröffentlichungen der Band.
Interpreten von zeitgenössischer Musik sind u. a. Harry Sparnaay (NL), Ernesto Molinari (CH), Armand Angster (F), Theo Nabicht (D), Fie Schouten (NL), Sarah Watts (UK), Jason Alder (UK) und Heinz-Peter Linshalm (AT).

## Kompositionen für Kontrabassklarinette
Die Kontrabassklarinette ist in der Öffentlichkeit wenig bekannt, dennoch ist sie in allen Musikstilen vertreten, von der klassischen Musik über den Jazz (z. B. Anthony Braxton) bis hin zur zeitgenössischen Musik und dem experimentellen Rock (z. B. Kompositionen von Frank Zappa, Dave Matthews Band).
Sie ist auch durch ihren samtigen Klang in Videospielmusik präsent.
Im Vergleich zur Kontraaltklarinette ist das Repertoire der Kontrabassklarinette umfangreicher.

### Klassische Musik und Neue Musik
- Vincent d’Indy, Fervaal, opus 40 (1881–1895).
- Antonín Dvořák, Die Teufelskäthe, op. 112 (B 201).[23]
- Camille Saint-Saëns, Hélène (1904).
- Arnold Schönberg,
  - Fünf Orchesterstücke, opus 16 (1909). Gleich zu Beginn von Stück Nr. 1 übernimmt die Kontrabassklarinette die Rolle des Kontrafagotts.
  - Vier Orchesterlieder, opus 22 (1913–1916).
- Florent Schmitt, Dionysiaques, opus 62 (1913) für Blasorchester.
- Richard Strauss, Josephs Legende (1914).
- Edgard Varèse, Amériques (1918–1922) für großes Orchester.
- Havergal Brian, Symphony No. 1 The Gothic, in d-Moll (1919–1927 – hrsg. 1932), für Orchester mit vier Solisten, vier gemischten Chören, Kinderchören, Blechbläsern in den Flügeln für Teil 2.
- Igor Strawinsky, Die Flut (1961–1962), Musikalisches Schauspiel.
- Krzysztof Penderecki, Cappricio (1967), Konzert für Violine und Orchester.
- Vinko Globokar, Discourse IV (1974) für 3 Klarinetten: Klarinette, Bassklarinette und Kontrabassklarinette.
- Esa-Pekka Salonen,
  - Floof (Songs from the Homeostatic Homer) (1982).
  - L.A. Variationen (1996–1997) für Orchester.
  - Wing on Wing (2004), für 2 Sopransolisten und Orchester.[24]
  - Konzert für Klavier und Orchester (2007).
- Hans Werner Henze, Sinfonie Nr. 7 (1983–1984)
- Luigi Nono, Prometeo. Tragedia dell'ascolto (1984).
- Pascal Dusapin, Anacoluthe (1987) für Frauenstimme, Kontrabassklarinette und Streichbass.
- Olivier Messiaen, Éclairs sur l’Au-delà … (1987–1991).
- John Corigliano, Symphony No. 1 (1988) für Orchester.
- Louis Andriessen, Hadewijch (De Materie Part II) (1988) für Sopran, acht Stimmen und großes Ensemble.
- David Maslanka, Symphony No. 4 (1994) für Blasorchester.
- Thomas Adès, Asyla (1997) für großes Orchester.
- Philippe Manoury, Fragments pour un portrait (1998): sieben Stücke für ein Ensemble von dreißig Musikern.
- Elliott Carter, Asko Concerto (1999–2000) für gemischtes Instrumentalensemble von 10 bis 25 Instrumenten.
- Jonathan Harvey,
  - Mutter soll nicht weinen (2000).
  - Vogelkonzert mit Klavierbegleitung (2001).
  - Jubilus (2003).
- Péter Eötvös, Der Balkon (2001–2002), Oper. Die Kontrabassklarinette wird vom Komponisten in diesem Werk gut hervorgehoben.
- John Adams,
  - Über die Seelenwanderung (2002) für Orchester, Chor, Kinderchor und feste Klänge.
  - Doctor Atomic (2005).
- Jean-Louis Agobet, Génération (2002): Concerto grosso für drei Klarinetten und Orchester mit einer wichtigen Kontrabassklarinettenstimme.
- Adam Gilberti, „Kräfte der Natur“ (2008).
- Philip Glass, Kepler (2009).
- Harrison Birtwistle, Deep Time (2016) für Orchester.
- Cameron Lam, Yggdrasil: The World Tree (2017): Konzert für Kontrabassklarinette und Blasorchester.
- Tobias Klein, Pore (2018): 3 Kontrabassklarinetten + Kirchenorgel (8min)[25]

### Zeitgenössische Musik
Die Kontrabassklarinette wird häufig in der Live-Elektronischen Musik verwendet.

#### Solowerke
- Gérard Grisey, Anubis, Nout (1983), in Erinnerung an Claude Vivier: 2 Stücke für Kontrabassklarinette solo.
- Franco Donatoni, „Ombra“ (1984): Zwei Stücke für Kontrabassklarinette.
- Patrice Sciortino, Clef (1987, Gérard Billaudot éditeur): Studie für Kontrabassklarinette.
- François-Bernard Mâche, Aliunde (1988)
- Gerard Brophy, Twist (1993) für Klarinette solo.
- Giorgio Colombo Taccani, Golem (2004) für Kontrabassklarinette solo.
- Alex Shapiro, Deep (2004) für Kontrabassklarinette und elektronische Klanglandschaft.
- Raphaël Cendo, Décombres (2006) für Kontrabassklarinette und elektronisches Gerät.
- Yann Robin, Art of Metal I, II, III (2007–2008) für Kontrabassklarinette und Live-Elektronik.
- Hannes Seidl, „Allmählich aber die Gedanken einschläfernd“ Armutszeugnisse II (2006) für Kontrabassklarinette und Geräte
- Petra Stump-Linshalm, Uisge Beatha „a guide of flavors“ (2015) Kontrabassklarinette solo[27]

#### Werke für Kontrabassklarinette im Ensemble und im Blasorchester
- Donald James Martino Triple Concerto (1977) für Klarinette, Bassklarinette, Kontrabassklarinette und Kammerorchester.
- Magnus Lindberg, Kraft (1985) für Konzert-Ensemble und Elektronik.
- Brian Ferneyhough,
  - The Doctrine of Similarity (1999–2000) für Chor und Instrumente.
  - Les Froissements des Ailes de Gabriel (2003) für Gitarre und Ensemble.
- Liza Lim (1966), Machine for Contacting the Dead (1999–2000) für Bassklarinette und Kontrabass, Cello und Ensemble.
- Wolfgang Rihm, Grund-Riss (2008), Studie für drei Instrumente in extrem tiefer Lage: Kontrabassklarinette, Kontrabassposaune, Kontrabasssaxophon.

### Filmmusik
Die Kontrabassklarinette wurde häufig in Filmmusiken verwendet, insbesondere von Bernard Herrmann in den Filmen von Alfred Hitchcock und auch in den Filmen von Charlie Chaplin.
Auch in Fernsehserien der 1950er- bis 1970er-Jahre spielte es eine wichtige Rolle, da die Obertöne seines Klangspektrums viel besser durch die Fernsehlautsprecher drangen als die des Kontrafagotts. Die Kontrabassklarinette eignet sich für spannungsgeladene oder gar Horrorszenen und brilliert im Duett oder Trio mit Bassklarinetten, da sie die Fähigkeit besitzt, in den tiefsten Tönen schön gestimmt zu intonieren.
- Bernard Hermann, Jason und die Argonauten (1963): Hermann schreibt ein langes Duett für Bassklarinette und Kontrabass[29]
- In einer Szene aus der Episode Catspaw der Serie Raumschiff Enterprise (1967) schreibt der Komponist Gerald Fried ein Duett für Bassklarinette und Kontrabass.[30]
- Malcolm Williamson, Der Schrecken von Frankenstein (1970): Malcolm Williamson komponierte eine Partitur mit acht Klarinettenstimmen vom Sopranino bis zum Kontrabass
- Henry Mancini, Der unheimliche Besucher (1971)[31]
- Elliot Goldenthal, Interview mit einem Vampir (1994): Die Kontrabassklarinette hat viele Solo-Passagen in diesem Soundtrack.
- Steve London, Shallow Ground (2004)
- Alexandre Desplat, Valerian – Die Stadt der tausend Planeten (2017).
- Colin Stetson, Hereditary – Das Vermächtnis (2018).
- Ronen Landa, The Apartment: Willkommen im Alptraum (2019): Die Partitur enthält Stimmen für Bassklarinette, Kontrabassklarinette und B-Klarinetten

### Orchestrierung
Die Kontrabassklarinette hat, wie viele andere Instrumente auch, unter dem Ruf gelitten, in Orchestrierungsbüchern kaum vertreten zu sein, obwohl sie in der amerikanischen Filmmusik häufig verwendet wird; dies hat Generationen junger Komponisten negativ beeinflusst.
Die Kontrabassklarinette ist immer noch zu selten, um als verfügbares Mittel in der symphonischen Komposition zu gelten.